# Sergio Paganella
Sergio Paganella , né le 11 août 1911, à Mantoue, en Italie et décédé le 2 juin 1992, à Milan, en Italie, est un ancien joueur et entraîneur italien de basket-ball.

## Palmarès
Joueur
- Champion d'Italie 1936, 1937, 1938, 1939
- Finaliste du championnat d'Europe 1937

Entraîneur
- Champion d'Italie féminin 1943